# 인민

인민(人民, 독일어: Volk 폴크[*], 프랑스어: Peuple 퓌플[*], 영어: People 피플[*])은 법학, 정치학 사람의 복수형으로 집단을 이룬 구성원인 민중,사람을 말한다. 국민과 유사한 요소가 있으나, 국가의 구성원으로서 종속적 의미의 국민과 달리 그 자체로 독립된 의미로 국가구성 주체로서의 '인민'과 구별된다. 백성이라는 용어는 반민주적, 봉건주의적 성격이 강하다.
에이브러햄 링컨이 1863년에 실시한 게티스버그 연설에서 '민중의, 민중에 의한, 민중을 위한 정부(government of people, by the people, for the people)라는 구절'이 있듯이, 본디 민중,‘인민’이라는 용어는 민주주의의 주체를 나타내는 용어로 사용되었다. 20세기 초반부터 공산주의 국가에서는 국제 공산주의의 입장에서 '국가'(nation)보다 '인민'(people)을 선호하여 사용하면서 반공주의 입장에 따라 인민이라는 단어보다 전체주의 색깔이 더 짙은 국민이라는 단어를 사용하게 된 점이 있다.
일본에서는 좌익 세력이 전쟁에서 '인민'이란 용어를 사용하고 있었지만, 대체로 1930년대 전반까지는 그러지 않았다. 그러나 1930년대, 특히 후반이 되면서 '신민'과 '국민'의 개념에서 탈피하기 위한 수단으로서 '인민'이란 호칭을 적극적으로 사용하기도 하였다.
한국에서는 조선시대 조선왕조실록에서 그리고 대한제국 시대에 인민이라는 용어를 백성이란 뜻으로 쓴 기록이 발견되었으며, 대한민국 정부 수립 당시에도 대한민국 측에서 인민이란 단어를 쓴 바가 있으나 정식 용어로 채택되지 않았다. 그 뒤 조선민주주의인민공화국으로부터 조선인민군이 대한민국에 침략해 한국 전쟁을 일으킨 계기와 동시에  조선민주주의인민공화국에서 공식적으로 인민이란 용어를 공식적으로 쓴다는 사실이 알려진 뒤로 오늘날까지 대한민국에서는 반공주의 성향이 짙은 사람에게 "공산주의 국가 사람", "공산주의자"라는 뜻으로 통하고 있다.
대한민국과 일본의 좌익 세력은 민중이라는 단어를 인민과 유사한 용도로 사용하기도 한다.

## 같이 보기
- 평민
- 대중
- 민중 (또는 인민대중)
- 군중
- 민중민주주의 (또는 인민민주주의)
- 프롤레타리아
- 프롤레타리아 혁명
  - 프롤레타리아 독재
- 해방신학
- 민중신학
- 민중사학
- 좌파 민족주의 (한국민족문화대백과사전 "민족주의" 항목 참조)
- 마르크스주의
- 레닌주의
- 마르크스레닌주의
- 인민대중제일주의